# Luce dei miei occhi (album)
Luce dei miei occhi è un album pubblicato il 28 settembre 2001 dal pianista e compositore italiano Ludovico Einaudi e colonna sonora dell'omonimo film diretto da Giuseppe Piccioni.

## Tracce
1. Segni di Vita – 2:56
2. Una bella giornata – 4:27
3. Bitter (feat. Meshell Ndegeocello) – 4:14
4. Zone – 4:10
5. Al di là del vetro – 4:18
6. Come me (feat. Ustmamò) – 3:28
7. I colori caldi della terra – 2:37
8. Estudiantina (feat. Esther Borja) – 2:22
9. Luce dei miei occhi – 3:55
10. Il viaggiatore – 5:25
11. La Engañadora (feat. Rubén González) – 2:33
12. Altri pianeti – 4:12
13. Maybe One Day (feat. Snoozy) – 7:16
14. Lontano da casa – 4:04
15. Il fiume – 5:42

Durata totale: 61:39